# Halyna Sevruk
Halyna Sylvestrivna Sevruk (en ucraïnès: Галина Сильвестрівна Севрук; Samarcanda, 18 de maig de 1929 – Kíiv, 13 de febrer de 2022) fou una artista visual que treballà sobretot amb ceràmica, mosaic, vidre i pintura. Sevruk incorporava en les seves obres motius vinculats a la cultura i història d'Ucraïna. Així mateix, també destacà per haver format part de Shestidesyatniki (literalment, gent dels 60), un grup d'intel·lectuals soviètics dissidents actiu a la dècada dels seixanta.

## Biografia
Sevruk nasqué a l'actual Uzbekistan, si bé la família es traslladà a Khàrkiv (1930), una de les principals ciutats d'Ucraïna, i més endavant a Kíiv (1944), quan ella era encara petita. El seu pare, Sylvestr Sevruk, era arquitecte i provenia d'una família d'immigrants polacs i la seva mare, Iryna Hryhorovych-Barska, que era una gran experta en art, venia d'una família amb vincles al món de l'arquitectura força destacats.
Formada en arts, es graduà al Kyiv State Art Institute (1959), i formà amb artistes com Hryhorii Svitlytskyi, Yurii Kyianchenko o Viktor Puzyrkov, entre d'altres. Sevruk recordà del temps amb aquest darrer mestre les classes de pintura al plen-air que feien durant els mesos d'estiu.

## Trajectòria professional
Sevruk participà el 1963 en una mostra col·lectiva on exposà el seu mosaic The Forest Song, creat al taller dirigit per Stepan Kyrychenko. En aquell moment trobà una feina en un estudi de ceràmica prop de l'acadèmica d'arquitectura i continuà treballant amb la tècnica del mosaic de grans dimensions en edificis públics i hotels de Kíiv. Així mateix, començà a experimentar amb els vitralls, amb resultats com Shevchenko. Mother, per l'Institut Nacional Shevchenko de Kíiv. El 1964 va col·laborar amb Alla Horska i Liudmyla Semykina en un panell de vitralls dissenyat per Opanas Zalyvakha per a la Universitat de Kíev, que després va ser destruït per les autoritats. Així mateix, fou expulsada de l'Unió d'Artistes d'Ucraïna per mostrar-se en contra de la persecució política d'alguns artistes.
Entre 1970 i 1975 treballà la mitologia pagana, esculpint divinitats per a l'edifici del Kyivan Cave Historical-Cultural Preserve. La faceta que li ha valgut el reconeixement a Ucraïna i internacionalment és, sens dubte, la de ceramista. Sevruk representa personatges històrics i mitològics del folklore eslau en petits relleus ceràmics. No obstant això, com a artista experimental, també ha treballat amb la pintura al tremp, dibuixos amb tinta, etc. En la seva etapa com a il·lustradora podem destacar la seva tasca amb un poemari de l'andalús Federico García Lorca, que es publicà com a sèrie en les revistes “Dnipro” i “Zmina”.